# Железнодорожный транспорт в Российской империи
Железнодорожный транспорт в Российской империи стал основой транспортной системы страны и базой для развития торговли как внутри неё, так и с зарубежными странами, связав внутренние территории с экспортными портами.
Обеспечил основу для Второй промышленной революции в России и создания новых отраслей промышленности, таких, как вагоно- и паровозостроение.

## Идеи и предпосылки развития
Строительство железных дорог в России началось в царствование Николая I, когда путями сообщения заведовал П. А. Клейнмихель. По свидетельству маркиза де Кюстина, Николай считал главной проблемой России её бескрайние расстояния и был намерен использовать для её решения современные технологии, импортированные из Западной Европы, вкупе с неограниченным людским ресурсом абсолютной монархии.
Против строительства железных дорог выступали владельцы дилижансов, доказывавшие, что в России этот вид транспорта никогда не получит распространения. Так же, как и в Европе, строительство первых железных дорог породило множество предрассудков, активно подогреваемых извозчиками, которые боялись разориться. Обычными были опасения вроде «Железные дороги помешают коровам пастись, куры перестанут нести яйца, отравленный дымом воздух будет убивать пролетающих птиц… дома близ дороги погорят… в случае взрыва паровоза будут разорваны на куски и все пассажиры», и «быстрота движения, несомненно, должна развивать у путешественников болезнь мозга». Ожидалось также, что строительство дорог вызовет миграцию населения и, следственно, «упадок нравственности».
В объёмном исследовании П. В. Чегодаева и Н. А. Кислинского (1902) указывалось на катастрофическую ситуацию, сложившуюся на транспорте в первой половине — середине XIX века. Она не только снижала конкурентоспособность экономики России, но и стала причиной продовольственной проблемы, когда невозможно было доставить хлеб из производящих районов в потребляющие. В. П. Безобразов считал, что транспортная система России отстаёт от потребностей времени, а энтузиаст развития железных дорог П. П. Мельников заявлял, что внедрение современных видов транспорта сдерживают консервативные круги российского общества. Посетив в 1838 году Европу, Павел Петрович опубликовал в «Журнале Главного управления путей сообщения» свой проект первого перспективного плана развития железнодорожной сети в империи. Он предусматривал соединение Москвы с промышленными центрами, портами южных морей, создание транспортных связей между главными судоходными реками и обеспечение доставки каменного угля из Донецкого угольного бассейна в Москву и Санкт-Петербург. В соответствии с этим проектом, как одно из основных было предложено южное направление: от Москвы через Тулу, Орёл, Курск, Харьков, Екатеринослав и Александровск в Крым, через Симферополь до Севастополя. Точку в этом вопросе поставил министр финансов М. Х. Рейтерн, убедивший Александра II строить эту линию за счёт казны.
При этом консервативные круги не переставали критиковать железнодорожное строительство даже в начале XX века. Князь Мещерский о строительстве железных дорог: «Железная дорога убивает всё до неё бывшие народные ресурсы промысла и заработка там, где она проходит: село, деревня, местечко — всё беднеет и рушится». Н. Ф. Даниельсон: «Железные дороги, наряду с коммерческими банками, являются главнейшими насосами, перекачивающими ресурсы из деревни в город и обеспечивающими благоденствие капиталистических сегментов экономики за счёт обнищания и деградации крестьянства».

## История
| Рост протяжённости железных дорог | Рост протяжённости железных дорог |
| Год                               | км                                |
| --------------------------------- | --------------------------------- |
| 1880                              | 23 000                            |
| 1900                              | 51 000                            |
| 1913                              | 71 300                            |
| 1917                              | 73 800                            |

Если не считать нижнетагильской промышленной железной дороги Черепановых 1834 года (а также построенного в 1788 году Чугунного колесопровода и более поздних заводских дорог), первая железная дорога в Российской империи была построена в 1837 году по маршруту «Санкт-Петербург — Царское село» (на 12 лет позже первой железной дороги в мире, появившейся в Великобритании в 1825 году). Финансировал строительство миллионер, внук Екатерины II и Григория Орлова А. А. Бобринский, а вёл его австрийский инженер Ф.А. Герстнер. Первой протяженной дорогой в империи стала Варшавско-Венская дорога. В 1840-е годы строится гораздо более протяжённая Николаевская железная дорога, соединившая два крупнейших города империи — Санкт-Петербург и Москву.
Также начинается строительство городских конных железных дорог. В Петербурге была открыта сначала грузовая (1860), а затем и пассажирская (1863) конная железная дорога. В Москве конный трамвай открылся в 1872 году, в Казани — в 1875 году, Одессе — в 1880 году, Харькове и Риге — в 1882 году, Тифлисе — в 1883 году. В 1892 году в Киеве был запущен первый электрический трамвай, постройки инженера А. Е. Струве. Затем трамвай появился в Нижнем Новгороде, Витебске, Курске, Одессе, Казани, Твери, Екатеринодаре, Екатеринославе. В азиатской части России первая трамвайная линия была открыта 9 октября 1912 во Владивостоке.
Строительство железных дорог быстро зарекомендовало себя и стало поощряться царским правительством. Крымская война 1853—1856 наглядно продемонстрировала, что гужевого транспорта уже недостаточно для эффективного снабжения воюющей армии. Император Александр II учреждает особый железнодорожный фонд, а 15 июня 1865 года — Министерство путей сообщения Российской империи, с 1870-х годов начинается активное строительство во всех направлениях.

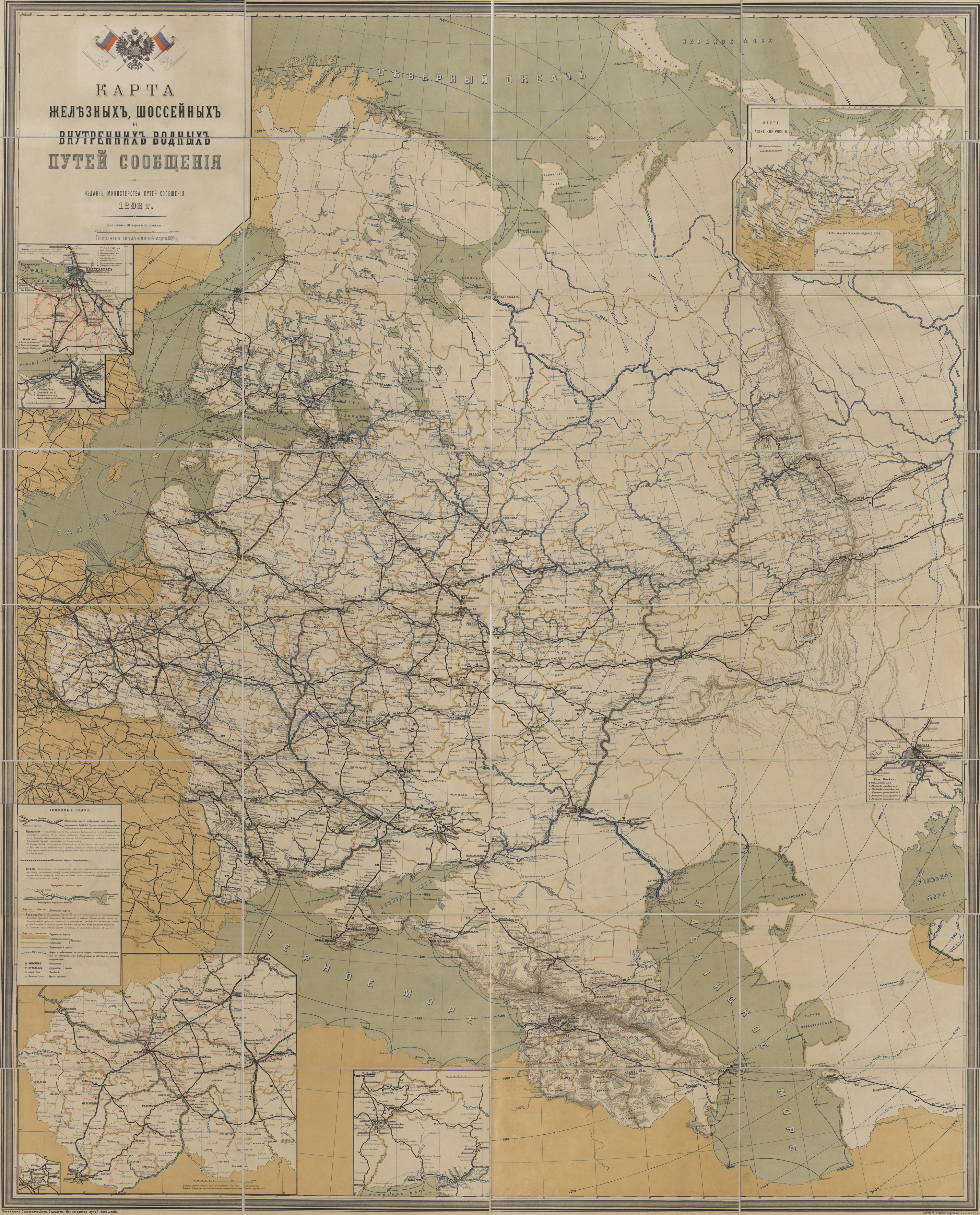
Карта путей сообщения Европейской России в конце XIX века

Прокладкой железных дорог занималось как государство, так и частные предприятия. За 1861—1870 гг. государство вкладывает в железнодорожное строительство 2,5 млрд руб., а за период 1890—1903 5,5 млрд руб. На 1890 в казне находится 29 % железных дорог, в 1891—1901 в результате массовых выкупов частных дорог в казну и строительства новых эта доля доходит до 69,6 %.
Настоящий бум железнодорожного строительства связан с именем С. Ю. Витте, который способствовал притоку в железные дороги России капиталов из-за рубежа. Он всемерно поощрял кредитование железнодорожных акционерных обществ и инвестиции в железнодорожное строительство со стороны новых союзников России — французов (см. франко-русский союз).
В период с 1882 по 1904 год строится Екатерининская железная дорога, которая соединила Донецкий угольный бассейн с Криворожьем и Юго-Западным краем. Она способствовала развитию топливно-металлургической базы на юге России, обеспечивала вывоз угля и железной руды на внутренний и внешний рынки. В 1875 году была построена линия Ростов на-Дону — Владикавказ, в 1883 году Тифлис — Баку, а в 1900 году линии Северо-Кавказской и Закавказской железных дорог были соединены линией Петровск — Баку, что обеспечило доставку нефти с бакинских месторождений.
В 1887 построена 800-т километровая Закаспийская железная дорога, на участке от Мерва до Чарджуя прошедшая через пустыню Каракумы. В 1888 дорога была доведена до Самарканда, в 1898 — до Андижана, и в 1899 передана из военного ведомства в Министерство путей сообщения; общая протяжённость составила 2,5 тыс. км. К 1906 году была построена железная дорога Оренбург — Ташкент, соединившая Туркестан с центральными областями России.
В 1891 начато строительство Транссибирской магистрали (Сибирского пути), прошедшей сквозь тайгу, болота и области вечной мерзлоты. В полном объёме огромное по масштабам строительство было завершено в 1916. Строительство Великого Сибирского пути было представлено на Всемирной промышленной выставке 1900 года в Париже. За 10 лет строительства было построено 7,5 тыс. км путей. В 1899 году был построен железнодорожный мост через Енисей в Красноярске, удостоенный Гран-при всемирной выставки в Париже 1900 года.
В 1895 начинаются переговоры с Китаем о проведении участка Транссибирской магистрали через территорию Маньчжурии. К 1903 была построена Китайско-Восточная железная дорога. Строительство КВЖД позволило распространять российское влияние, опираясь на полосу отчуждения железной дороги, что вызвало сильное раздражение как Китая, так и Японии, начинавшей претендовать на доминирование в Юго-Восточной Азии.
Накануне начала Первой мировой войны Россия выходит на второе место в мире, после США (при этом с разрывом в 6 раз) по общей протяжённости железных дорог, однако огромные расстояния делают эту сеть недостаточной; так, в Германии на 100 км² территории приходится в среднем 11,1 км железных дорог, в России — 1,1 км, кроме того, три четверти российских дорог были одноколейными. По обеспеченности железными дорогами на душу населения Россия уступала как США, так и крупнейшим европейским странам.
Наблюдается нехватка стратегически важных дорог: по ситуации на 1914 год русские железные дороги могли подвозить к границе 211 поездов в сутки, дороги противника — 530. Кроме того, на начало войны замерзающий порт Архангельск был связан с центральными областями устаревшей узкоколейной дорогой, что потребовало не только ее переоборудования, но и сооружения в 1915 году нового незамерзающего Мурманского порта и постройки самой северной железной дороги в мире (Железнодорожная линия Санкт-Петербург — Мурманск).
В годы Первой мировой войны было построено около 8,5 тыс. км железнодорожных путей, в том числе была завершена Амурская железная дорога и Мурманская железная дорога. Таким образом, к 1917 году эксплуатационная протяжённость железных дорог Российской империи достигла 70,3 тысячи километров, развёрнутая — 73,8 тысячи километров. Впоследствии в СССР эта протяжённость увеличилась всего вдвое: до 147,4 и 204,9 тысячи километров соответственно. Было кардинально обновлено строение пути и на построенных в царское время дорогах: деревянные шпалы заменены бетонными, проведена масштабная электрификация, обустроены станции и вокзалы.

## Профессиональный праздник
В 1886 году Александр III установил в качестве национального праздника день железнодорожника. Днём празднования был выбран день рождения его деда Николая I, который первым начал строительство железных дорог в России.